# Viktor Kositjkin
Viktor Ivanovitj Kositjkin (ryska: Виктов Иванович Косичкин), född den 25 februari 1938, död 30 mars 2012 i Moskva, var en sovjetisk skridskoåkare.
Kositjkin blev olympisk guldmedaljör på 5 000 meter vid vinterspelen 1960 i Squaw Valley.